# Thiến

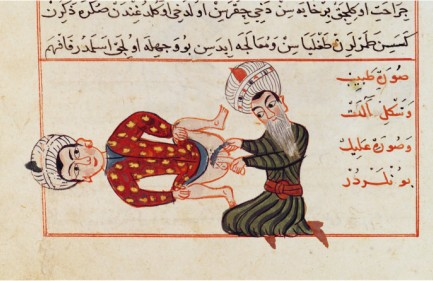
Một minh họa y học của Sharaf ad-Din Ali Yazdi mô tả thiến, khoảng năm 1466

Thiến hay hoạn bất kỳ hành động, phẫu thuật hay dùng hóa chất khiến tinh hoàn động vật giống đực hoặc nam giới mất khả năng sử dụng. Thiến bằng phẫu thuật có thể vừa cắt bỏ cả hai tinh hoàn và, còn thiến hóa học sử dụng các loại thuốc dược phẩm để làm bất hoạt tinh hoàn. Thiến gây triệt sản (tức là, ngăn không cho chúng tái tạo); nó cũng làm giảm đáng kể việc sản xuất một số hormone nhất định, chẳng hạn như testosterone.
Thuật ngữ "thiến" đôi khi cũng được sử dụng để chỉ loại bỏ buồng trứng ở con cái/nữ giới. Nồng độ estrogen giảm sút sau khi cắt bỏ buồng trứng, và ảnh hưởng lâu dài của việc giảm tiết hormon sinh dục quan trọng trong cơ thể.
Thiến động vật nhằm mục đích làm giảm sút sự tăng trưởng số lượng các động vật hoặc các thói quen của nó, hoặc ngăn ngừa quá tải dân số. Trong ngành chăn nuôi thiến động vật nhằm mục đích vỗ béo, tăng trưởng nhanh hơn.
Thiến người có thể là hình phạt trong các xã hội trước đây, hoặc dành cho những cá nhân được chọn làm hoạn quan trong một số chế độ phong kiến châu Á.

## Lịch sử
Thiến đã được thực hiện trước khi có lịch sử loài người được ghi chép. Thiến đã được sử dụng thường xuyên vì lý do tôn giáo hay xã hội ở một số nền văn hóa chủ yếu là Nam Á, châu Phi và Đông Á. Trong một số trường hợp sau trận đánh, người chiến thắng thiến kẻ bị giam cầm hoặc xác chết của kẻ chiến bại để tượng trưng cho chiến thắng của họ và nắm bắt "sức mạnh" của bên bại trận. Người đàn ông bị thiến - thái giám - thường được nhận vào lớp xã hội đặc biệt và đã được sử dụng trong nội cung triều đình: đặc biệt ở hậu cung. Thiến cũng được thực hiện trong một số giáo phái tôn giáo thiến. Các tôn giáo khác, chẳng hạn như Do Thái giáo, đã mạnh mẽ phản đối việc việc thiến hoạn. Luật Leviticus Holiness, ví dụ, đặc biệt không cho phép các linh mục là các hoạn quan hoặc bất kỳ nam giới nào có khiếm khuyết bộ phận sinh dục, cũng giống như không cho sử dụng động vật bị thiến làm vật hy sinh.

## Thiến hóa học và phẫu thuật người phạm tội
Thiến phẫu thuật không thể đảo ngược  được thực hiện ở những người phạm tội tình dục tái phát nhiều lần.
Ở Ba Lan, những kẻ phạm tội tình dục bị kết án có thể bị thiến hóa học kể từ khi luật hình sự thắt chặt vào năm 2009, nhằm giảm rủi ro thủ phạm tiếp tục vi phạm.
Tại Cộng hòa Séc, việc thiến phẫu thuật những người phạm tội tình dục bị kết án chỉ có thể được thực hiện với sự đồng ý của họ sau khi có sự chỉ trích của Hội đồng Châu Âu và luật pháp thắt chặt.  Trong mười năm qua, 94 người phạm tội tình dục đã bị thiến phẫu thuật và hơn 300 người bị thiến hóa học tại nước này. [4]
Ở một số các tiểu bang riêng lẻ ở Hoa Kỳ thiến nội tiết tố, có thể đảo ngược lại,  bởi antiandrogen tiếp tục được thực hiện ở những người phạm tội tình dục (với sự đồng ý của họ).